# Bdín
Bdín település Csehországban, Rakovníki járásban. Bdín Třtice, Srbeč, Přerubenice, Milý, Kalivody, Řevničov és Mšec településekkel határos. Lakosainak száma 70 fő (2024. január 1.).

## Népesség
A település lakosságának változását az alábbi diagram mutatja:
| Lakosok száma | 280  | 261  | 213  | 125  | 104  | 54   | 65   | 67   | 75   | 70   |
|               | 1869 | 1900 | 1921 | 1961 | 1980 | 2011 | 2016 | 2019 | 2021 | 2024 |